# Rosemarie Wenner
Rosemarie Wenner (* 1. Juli 1955 in Eppingen bei Heilbronn) ist eine deutsche methodistische Geistliche. Sie amtierte bis Mai 2017 als Bischöfin der Evangelisch-methodistischen Kirche (EmK) in Deutschland und war von 2012 bis 2014 Präsidentin des Bischofsrates der United Methodist Church.

## Leben
Wenner studierte am Theologischen Seminar der Evangelisch-methodistischen Kirche in Reutlingen. Nach ihrer Ordination 1981 war sie als Gemeindepastorin in den Gemeindebezirken Karlsruhe-Durlach, Hockenheim und Darmstadt/Sprendlingen tätig. Ab 1996 war sie Superintendentin des Frankfurter Distrikts der Kirche. Nach ihrer Wahl am 16. Februar 2005 durch die Zentralkonferenz in Deutschland hat sie am 1. April 2005 als erste Frau außerhalb der USA das Bischofsamt in der Evangelisch-methodistischen Kirche übernommen. Sie war die Nachfolgerin von Bischof Walter Klaiber, der dieses Amt seit 1989 innehatte. Ihre Amtszeit endete im Mai 2017. Zu ihrem Nachfolger wählte die Zentralkonferenz den Reutlinger Pastor Harald Rückert.
Wenner ist Kuratoriumsmitglied des Vereins ProChrist und gehörte zum Vorstand der Arbeitsgemeinschaft Christlicher Kirchen in Deutschland. Im Mai 2008 wurde sie Präsidentin der Vereinigung Evangelischer Freikirchen, von April 2011 bis März 2017 war sie Vizepräsidentin dieser Vereinigung.

## Veröffentlichungen
- Im Kommenden leben, Medienwerk der Evang.-Methodistischen Kirche, Frankfurt, M. 2012, ISBN 978-3-940463-23-4.